# Route départementale 11 (Ardennes)
Pour les articles homonymes, voir Route départementale 11.
La route départementale 11, abrégée en D11, est une route départementale des Ardennes qui relie Grandchamp à Château-Porcien.
La D11 naît au lieu-dit de La Guinguette dans la commune de Grandchamp, à l'intersection avec la D985 en provenance de Signy-l'Abbaye. Elle prend fin dans la commune de Château-Porcien, à l'intersection avec la D926 en direction de Barby. La D11 suit approximativement le cours de la Vaux. Dans le réseau départemental, elle s'intercale entre les D2 et D3 et permet une liaison plus directe entre Signy-l'Abbaye et Château-Porcien. Le court tronçon de 1,5 kilomètres entre les D946 et D926 fait exception, il permet surtout de relier Écly à Barby, la liaison entre Écly et Château-Porcien s'effectuant par la D3.

## Tracé
- Grandchamp
- Wasigny,  tronc commun avec les D10 et D8
- Herbigny, commune de Justine-Herbigny
- Hauteville
- Écly, tronc commun avec les D3 et D946